# Гейнке, Фридрих
Фридрих Гейнке (нем. Johann Friedrich Heincke; 6 января 1852, Хагенов, Пруссия, — 5 июня 1929, Гельголанд, Германия) — немецкий зоолог.

## Биография
С 1869 года изучал естественные науки, преимущественно зоологию и ботанику в Ростоке и Лейпциге, в 1873 году доктор философии в Лейпциге. С 1873 по 1876 год состоял ассистентом у Карла Мёбиуса, а с 1877 по 1879 год приват-доцентом при Кильском университете, с 1879 по 1891 год преподавателем естественных наук в Высшем реальном училище в Ольденбурге. В 1892 году получил звание профессора и приглашён прусским правительством в Гельголанд в качестве заведующего вновь учреждённой на этом острове биологической станцией. В то же время Гейнке был назначен членом комиссии для исследования немецких морей. С 1886 года Гейнке принимает участие в работах германского общества рыболовства и с 1901 года состоит членом учёной комиссии для международного исследования морей. С 1887 по 1892 год Гейнке совершал экспедиции в Немецком и Балтийском морях, причём, между прочим, собрал ценные данные относительно естественной истории сельди.

## Труды
- «Die Variet äten des Härings» («Jahresber. Komm. z. Unters, d. deutsch. Meere», 1877—1882);
- «Die Fische der Ostsee» (вместе с Мёбиусом, Б., 1882);
- «Naturgeschichte der Fische und niederen Meeresthiere» (в «Martin’s illustr. Naturgeschichte der Thiere», 1881—83);
- «Beiträge zur Fisch- und Molluskenfauna von Helgoland» («Wissenschaftliche Meeresuntersuchungen», Киль, 1894—1897);
- «Naturgeschichte des Härings» (Б., 1898).